# Politico Europe
Politico Europe est un média hebdomadaire de langue anglaise, basé à Bruxelles. Il naît à la suite de l'acquisition de European Voice par le groupe Axel Springer, en 2014. Devenu un journal « tout en ligne » (pure player), il se consacre aux activités des institutions-clés de l'Union européenne, à savoir la Commission européenne, le Parlement européen, le Conseil des ministres et le Conseil européen. 
European Voice est initialement un hebdomadaire fondé en 1995 par The Economist Group.  

## Historique
L'hebdomadaire initial, European Voice, a été fondé en 1995, par The Economist. Il a été cédé en avril 2013 à Selectcom, une holding fondée par Shéhérazade Semsar de Boisséson, possédant également Development institute international. Le 5 décembre 2014, Politico, allié au groupe Axel Springer, achète cette publication spécialisée, European Voice, qui devient dès lors le pure player Politico Europe,,.
En décembre 2024, Nicolas Barré est nommé directeur de la rédaction de Politico France.

## Présentation
Politico revendique un regard indépendant spécialisé sur les affaires de l'Union européenne (UE). La majorité des articles du journal couvrent les affaires courantes de l'Union européenne et ses interactions dans les affaires intérieures aussi bien qu'internationales. Politico compte plus de 60 journalistes et totalise, en 2017, 1,8 million de visiteurs sur son site, ainsi que 80 000 abonnés à sa lettre d'information (gratuite),,.
Ce média affirme ne pas vouloir se cantonner dans des analyses « froides » mais souhaite « rendre l'UE sexy ». Il dresse ainsi régulièrement le portrait de politiciens, d'officiels ou de personnalités d'influence ou d'importance dans l'UE, et plus particulièrement à Bruxelles, et ces portraits peuvent être écrits au vitriol ou comporter des informations peu connues. Il est ainsi le premier média à avoir exposé les problèmes médicaux du président de la Commission européenne, Jean-Claude Juncker. Il publie aussi régulièrement un dossier spécial concernant un sujet précis, souvent d'actualité (par exemple, le changement climatique), dans lequel il examine ce sujet ainsi que ses relations avec l'UE. La lettre d'information du site est intitulé Playbook. Une section Pro propose des articles spécialisés.